# Kriegerdenkmal Klein Apenburg
Das Kriegerdenkmal Klein Apenburg ist ein denkmalgeschütztes Kriegerdenkmal im Ortsteil Klein Apenburg der Gemeinde Apenburg-Winterfeld in Sachsen-Anhalt. Im örtlichen Denkmalverzeichnis ist das Kriegerdenkmal unter der Erfassungsnummer 094 90304 als Baudenkmal verzeichnet.

## Allgemeines
Das Denkmal nördlich der Dorfkirche Klein Apenburg besteht aus aufgetürmten Findlingen. Am obersten Findling wurde eine Gedenktafel für die gefallenen Soldaten des Ersten Weltkriegs angebracht. Die Gedenktafel ist mit einem Stahlhelm, Lorbeerkranz und einem Schwert verziert und enthält die Namen der Gefallenen.
In der Dorfkirche befindet sich eine Ehrenliste für die Gefallenen des Ersten Weltkriegs. Die Empore ist mit einer Widmung für die Gefallenen beider Weltkriege beschriftet.